# Ixtapaluca
Ixtapaluca er en kommune beliggende i zone III af delstaten Mexico i Mexico. Kommunen har et areal på 327 km2
og et indbyggertal på 542.211 (2020). Kommunen er med i storbyområdet ZMCM.

## Links
- Information om Ixtapaluca kommune Arkiveret 27. september 2007 hos  Wayback Machine (spansk)

19°19′07″N 98°52′56″V / 19.3186°N 98.8822°V